# Ride the Wind
| Recensione | Giudizio |
| ---------- | -------- |
| AllMusic   | [ 1 ]    |

Ride the Wind è il quinto album discografico (e secondo live della discografia della band) dei The Youngbloods, pubblicato dall'etichetta discografica Raccoon Records (e dalla Warner Bros. Records) nel luglio del 1971.
L'album si collocò al numero 157 della classifica The Billboard 200.

## Tracce
Lato A
1. Ride the Wind – 9:10 (Jesse Colin Young)
2. Sugar Babe – 2:52 (Jesse Colin Young)
3. Sunlight – 6:17 (Jesse Colin Young)

Lato B
1. The Dolphin – 7:47 (Fred Neil)
2. Get Together – 4:17 (Chet Powers (Dino Valenti))
3. Beautiful – 6:10 (Jesse Colin Young)

## Formazione
- Jesse Colin Young - basso, voce solista, kazoo (brano: Sugar Babe), chitarra ritmica (brano: Sunlight)
- Banana (Lowell Levinger) - chitarra, pianoforte
- Joe Bauer - batteria

Note aggiuntive
- Charlie Daniels - produttore
- Registrazioni effettuate dal vivo a New York City, New York il 26, 28 e 29 novembre 1970
- Richie Schmidt - ingegnere delle registrazioni
- Sidney Wasserbach - fotografie
- Paul Heald - copertina[4]